# مجبر الصقلي
 أبو القاسم مَجْبَر بن محمَّد بن عبد العزيز الصِّقلِّيُّ (1072 - عقد 1120 م) شاعر عربي صقلي. اقام بمصر في عصر الأيوبي وتوفي بها. يعتبر من مشاهير الشعراء في القرنين الخامس والسادس الهجريين وله ديوان. 

## سيرته
هو مجبر بن محمد بن عبد العزيز بن عبد الرحمن بن مجبر بن أبي الحباب الأموي. ولد سنة 464 هـ/ 1072 م بمدينة صقلية وانتقلت إلى مصر سنة 481 هـ/ 1088 م. ذكره أبو طاهر السلفي في معجم السَّفر «من فحول الشُّعراء، وقد علقْتُ عنهُ شعراً كثيراً» و « مجبر هذا من أهل الأدب البارع والشعر الرائع»، وذكرَه عماد الدين الأصفهاني في خريدة القصر وجريدة العصر. يعتبر من مشاهير الشعراء في القرنين الخامس والسادس الهجريين.

توفي في مصر في عقد 530 هـ.

## آثاره
صدر ديوان مجبر الصقلي بشرح ودراسة عبد الرازق عبد الحميد حويزي في عام 2015. من شعره: